# Gene Stupnitsky
Gene Stupnitsky est un scénariste, réalisateur et producteur américain de cinéma et de télévision d'origine ukrainienne né le 26 août 1977  à Kiev. Il travaille généralement avec Lee Eisenberg (en) , avec qui il a fondé Quantity Entertainment.

## Biographie

### Jeunesse
Gene Stupnitsky nait à Kiev (alors en RSS d'Ukraine au sein de l'Union soviétique) de parents juifs américains[réf. nécessaire]. Il part ensuite dès l'âge de 9 mois dans la banlieue de Chicago. Il vit également près de Boston où il étudie au sein d'une école de Solomon Schechter. Il sort diplômé de l'université de l'Iowa en 2000.

### Carrière
En 2003, il débute comme assistant de production sur l'émission humoristique Crank Yankers sur Comedy Central, puis sur quelques épisodes de la série Larry et son nombril l'année suivante.
En 2005, lui et Lee Eisenberg rejoignent l'équipe de The Office, diffusée sur NBC. Ils officieront comme scénaristes des saisons 2 à 6. En plus d'écrire, Gene Stupnitsky en est coproducteur exécutif et réalise deux épisodes avec Lee Eisenberg. En 2008, ils ont également réalisé The Outburst , une série de webisodes pour The Office . Il a également joué l'un des livreurs de Vance Refrigeration (Leo), avec Eisenberg, The Office.
Il écrit ensuite son premier scénario pour le cinéma, toujours avec son compère. Il s'agit du film L'An 1 : Des débuts difficiles, réalisé par Harold Ramis qui participe également au scénario. le film sort en 2009. C'est même année, il est révélé qu'il travaille avec Lee sur le scénario d'une potentielle suite à SOS Fantômes 2. Leur projet ne se concrétisera finalement pas.
En 2011, il écrit et produit avec Lee Eisenberg  le film Bad Teacher, qui met en vedette Cameron Diaz et Justin Timberlake. Le film récolte un score au box-office.
En 2013, Lee Eisenberg et Gene Stupnitsky développent pour HBO Hello Ladies, qui ne durera qu'une saison. Ils produisent la série télévisée Bad Teacher pour CBS, basée sur le film du même nom.
Gene Stupnitsky fait ses débuts en tant que réalisateur avec la comédie classée R Good Boys, sortie en 2019,,. Le film reçoit des critiques globalement positives et séduit le public.
Il écrit et réalise ensuite Le Challenge, une comédie avec Jennifer Lawrence.

## Filmographie
Sauf indication contraire, les informations mentionnées dans cette section peuvent être confirmées par la base de données cinématographiques IMDb,  présente dans la section « Liens externes ».

### Réalisateur
- 2019 : Good Boys
- 2023 : Le Challenge (No Hard Feelings)

### Scénariste
- 2005-2010 : The Office (série TV) - 15 épisodes
- 2009 : L'An 1 : Des débuts difficiles (Year One) de Harold Ramis
- 2011 : Bad Teacher de Jake Kasdan
- 2013 : Hello Ladies (série TV) (également cocréateur)
- 2014 : Hello Ladies: The Movie de Stephen Merchant
- 2016 : Gorgeous Morons (téléfilm) d'Andy Cadiff
- 2016 : Joyeux Bordel ! (Office Christmas Party) de Josh Gordon et Will Speck (script doctor uniquement, non crédité)
- 2019 : Good Boys
- 2023 : Le Challenge (No Hard Feelings)
- en projet : Bad Teacher 2

### Producteur
- 2007-2010 : The Office (série TV) - 66 épisodes (coproducteur délégué)
- 2011 : Bad Teacher de Jake Kasdan (producteur délégué)
- 2013-2014 : Hello Ladies (série TV)
- 2013-2014 : Trophy Wife (série TV)
- 2014 : Bad Teacher (série TV) - 14 épisodes
- 2016 : Gorgeous Morons (téléfilm) d'Andy Cadiff
- 2017 : Downward Dog (série TV) - 1 épisode
- 2017-2019 : SMILF (série TV) - 9 épisodes

## Distinctions
(en) Récompenses pour Gene Stupnitsky sur l’Internet Movie Database
Il remporte en 2007 un Writers Guild of America Award pour sa participation à la série The Office.